# Сирийска пустиня
Сирийската пустиня (на арабски: بادية الشام, Bādiyat Ash-Shām, Бадият аш-шам) е пустиня в Западна Азия на териториите на Сирия (2/3 от територията ѝ без крайбрежието с веригите Ливан и Антиливан и крайните северозападни и най-северни райони), Ирак (най-западната част), Саудитска Арабия (най-северната част) и Йордания (по-голямата част на страната, източно от река Йордан. Площта ѝ е около 1 млн. km². Релефът ѝ представлява плато с равнинна повърхност, постепенно понижаваща се от 800 m на югозапад до 500 m на североизток, където е ограничено от долината на река Ефрат. Над платото на места се издигат островни хребети с височина 1000 – 1100 m. Максимална височина връх Гантус 1406 m в хребета Ен Насрани, в Сирия. Сирийската пустиня е изградена предимно от кредни и палеогенови варовици, мергели и кремъци, препокрити на места с базалти. Срещат се многочислени затворени депресии (част от тях с карстов произход), съпроводени със солончаци и такири. Има и пясъчни полета и участъци с каменисти хамади. Климатът е субтропичен, континентален, сух, с топла зима и горещо лято. В Палмира (Тадмор), на северната периферия на пустинята средната януарска температура е 6,9°С, средната юлска 29,2°С, а годишната сума на валежите е 100 mm, с максимум през зимата. През пролетта и началото на лятото е характерен сухият и горещ южен вятър хамсин. Територията на пустинята е безотточна като има епизодични временни потоци по сухите корита на реките, наречени уади. Водоснабдяването на населението се извършва чрез дълбоки кладенци. Растителността е оскъдна, разредена – храсти, полухрасти, треви – ефемери и ефемероиди, пустинни лишеи, всички те развити върху грубоскелетни сивоземни почви. Покрай епизодичните реки има малки горички от тамариск. Развива се номадско животновъдство като се отглеждат предимно овце, кози и камили.